# Life Technologies
Life Technologies est une entreprise américaine de biotechnologie issue de la fusion de Applied Biosystems et Invitrogen en 2008. Elle a été rachetée par Thermo Fisher Scientific en 2013.
1. ↑  Répertoire mondial des LEI (base de données en ligne), consulté le 17 septembre 2024.
2. 1 2  « https://www.thermofisher.com/us/en/home/about-us/news-gallery/press-releases/2014/thermo-fisher-scientific-completes-acquisition-of-life-technologies-corporation.html »